# Norbert Grabherr
Norbert Grabherr (* 24. Jänner 1919 in Linz; † 20. Oktober 1977) war ein oberösterreichischer Landesbeamter und Autor. Er beschäftigte sich mit Burgenkunde und Wehranlagen, Orts- und Heimatgeschichte sowie Siegelkunde.

## Leben
Norbert Grabherr wurde am 24. Jänner 1919 als Sohn des aus Vorarlberg stammenden Tierarztes und Landestierzuchtinspektors Albin Grabherr (* 9. Februar 1869) und dessen Ehefrau Maria (geborene Janitschek; * 15. Dezember 1878) in Linz geboren und am 3. Februar auf den Namen Norbert getauft. Die Eltern hatten am 14. Jänner 1901 geheiratet; die Familie lebte zur Geburt von Norbert Grabherr in der damaligen Werkstattstraße 26 in Linz. Der Großvater väterlicherseits, Franz Grabherr, war mit Josefa (geborene Milz) verheiratet und bekleidete einst das Amt des Schulleiters in Höchst. Die Großeltern mütterlicherseits waren Johann Janitschek und dessen Ehefrau Maria (geborene Ruhdorfer) und stammten aus Nikolsburg in Mähren.
Grabherr absolvierte in Linz von 1930 bis 1935 fünf Klassen Realgymnasium und wechselte dann in die Handelsakademie. Anschließend begann er ein Studium an der Hochschule für Welthandel in Wien. 1940 wurde er zur Wehrmacht eingezogen. Bei Kriegsende befand er sich wegen einer Splitterverwundung in einem Linzer Lazarett. Kurzzeitig studierte er ab dem Wintersemester 1945/46 in Graz Staatswissenschaften und machte sich dann in Timelkam selbstständig. Wegen betrieblichen Problemen durch die Währungsreform gab er das Unternehmen auf und begann 1949 bei der Elektro-Bau als Buchhalter, zwei Jahre später, 1951, trat er in den Dienst der Oberösterreichischen Landesregierung ein.
Ab etwa 1950 widmete Grabherr seine Freizeit der Erforschung der oberösterreichischen Burgen und veröffentlichte ab 1958 in verschiedenen Zeitungen Aufsätze zu einzelne Burgen. 1963 gab er den ersten Band von „Burgen und Schlösser in Oberösterreich“ heraus und 1964 den zweiten Band. Als Hauptwerk Grabherrs gilt sein „Historisch-topographisches Handbuch der Wehranlagen und Herrensitze Oberösterreichs“, das von der Österreichischen Arbeitsgemeinschaft für Ur- und Frühgeschichte 1975 veröffentlicht wurde.
Grabherr war Mitglied der Deutschen Burgenvereinigung, des Österreichischen Burgenvereins und des Steirischen Burgenvereins, weiters war er Rechnungsprüfer beim Oberösterreichischen Musealverein.
Grabherr war seit 1950 mit Wilfriede Illenberger aus Leobersdorf verheiratet und lebte zuletzt in Pasching.

## Schriften
- Norbert Grabherr: Burgen und Schlösser in Oberösterreich. Ein Leitfaden f. Burgenwanderer u. Heimatfreunde. 3. neubearbeitete Auflage, Linz 1976.
- Norbert Grabherr: Historisch-topographisches Handbuch der Wehranlagen und Herrensitze Oberösterreichs (= Veröffentlichungen der österreichischen Arbeitsgemeinschaft für Ur- und Frühgeschichte. Band 7–8). Wien 1975, 228 Seiten (PDF; 14 MB).